# Ácido iodobenzoico
| Ácido iodobenzoico |                                              |                                              |                                              |
| Nome               | Ácido 2-iodobenzoico                         | Ácido 3-iodobenzoico                         | Ácido 4-iodobenzoico                         |
| Andere Namen       | Ácido o-iodobenzoico Ácido orto-iodobenzoico | Ácido m-iodobenzoico Ácido meta-iodobenzoico | Ácido p-iodobenzoico Ácido para-iodobenzoico |
| Fórmula estrutural |                                              |                                              |                                              |
| Número CAS         | 88-67-5                                      | 618-51-9                                     | 619-58-9                                     |
| PubChem            | 6941                                         | 12060                                        | 12085                                        |
| Fórmula química    | C7H5IO2                                      | C7H5IO2                                      | C7H5IO2                                      |
| Massa molar        | 248,02 g·mol−1                               | 248,02 g·mol−1                               | 248,02 g·mol−1                               |
| Estado físico      | Sólido                                       | Sólido                                       | Sólido                                       |
| Descrição          | cristais alaranjados                         |                                              |                                              |
| Ponto de fusão     | 160–162 °C                                   | 185–187 °C                                   | 270–273 °C                                   |
| pKs                | 2,86                                         | 3,85                                         | –                                            |
| Identificação GHS  | Risco                                        | Sem imagem                                   | Atenção                                      |
| Frases H e P       | 302 ; 315 ; 318 ; 335                        | Sem Frase H                                  | 315 ; 332 ; 335                              |
| Frases H e P       | sem frase EUH                                | sem frase EUH                                | sem frase EUH                                |
| Frases H e P       | 261 280 305+351+338                          | sem frase P                                  | 261 305+351+338                              |
| Diretiva EEC       |                                              | –                                            |                                              |
| Frases R           | 22 37/38 41                                  | Sem frase R                                  | 36/37/38                                     |
| Frases S           | 26 39}}                                      | 22 24/25                                     | 26 36                                        |

O termo ácido iodobenzoico designa um grupo de substâncias químicas orgânicas, o qual é derivado a partir tanto do ácido benzóico como do iodobenzeno.
A estrutura consiste de um anel benzeno com grupos carboxila   (- COOH) e iodo   (-I) acrescentados como substituintes. Através de seus diferentes arranjos, há três isômeros constitucionais com a fórmula molecular C7H5IO2.

## Descrição
O ácido iodobenzoico pode ser obtido a partir do correspondente ácido aminobenzoico por diazotação seguido por adição de iodo em solução liberado pela reação de Sandmeyer.

## Propriedades
O isômeros ácido iodobenzoico são sólidos cristalinos. Ácido 2-iodobenzoico apresenta cristais alaranjados. Os pontos de fusão não são significativamente diferentes. O ácido 2-iodobenzoico, tendo a mais elevada simetria, tem o maior ponto de fusão. Devido ao efeitos indutivos dos grupos de iodo substituintes os ácidos iodobenzoicos são mais ácidos, em comparação com os ácidos benzóicos correspondentes. As constantes de acidez (pKs) são, por conseguinte, correspondentemente menores (ácido benzoico: 4,20).